# Actinote punctata
Actinote punctata är en fjärilsart som beskrevs av Hayward 1935. Actinote punctata ingår i släktet Actinote och familjen praktfjärilar. Inga underarter finns listade i Catalogue of Life.